# Valérie Courtois
Pour les articles homonymes, voir Courtois.
Valérie Courtois est une joueuse de volley-ball belge née le 1er novembre 1990 à Bilzen. Elle mesure 1,71 m et joue au poste de libero. Elle totalise 11 sélections en équipe de Belgique. Elle est la soeur du gardien de but belge Thibaut Courtois.

## Clubs
| Club           | De        | À         |
| -------------- | --------- | --------- |
| VDK Gent Dames | 2008-2009 | 2011-2012 |
| VC Oudegem     | 2012-2013 | 2012-2013 |
| Budowlani Łódź | 2014-2015 | 2014-2015 |
| Dresdner SC    | 2015-2016 | 2016-2017 |
| Stade Français | 2017-2018 | …         |

## Palmarès

### Équipe nationale
- Ligue européenne
  - Finaliste : 2013.

### Clubs
- Coupe de Belgique
  - Vainqueur : 2009, 2013.
  - Finaliste : 2011.
- Championnat de Belgique
  - Finaliste : 2010, 2011, 2012.
- Supercoupe de Belgique
  - Vainqueur : 2009, 2011.
- Supercoupe d'Allemagne
  - Finaliste : 2016.

### Distinctions individuelles
- Championnat d'Europe de volley-ball féminin 2013: Meilleure libero.